# Liste der Biografien/Pn
Liste der Biografien |
Portal Biografien |
Personensuche
# |
A |
B |
C |
D |
E |
F |
G |
H |
I |
J |
K |
L |
M |
N |
O |
P |
Q |
R |
S |
T |
U |
V |
W |
X |
Y |
Z |
?
 
Pa |
Pc |
Pe |
Pf |
Ph |
Pi |
Pj |
Pk |
Pl |
Pm |
Pn |
Po |
Pr |
Ps |
Pt |
Pu |
Pv |
Pw |
Py
Die Liste der Biografien führt alle Personen auf, die in der deutschsprachigen Wikipedia einen Artikel haben. Dieses ist eine Teilliste mit 14 Einträgen von Personen, deren Namen mit den Buchstaben „Pn“ beginnt.

## Pn

### Pnb
- PnB Rock (1991–2022), US-amerikanischer RapperPnB Rock (1991–2022)

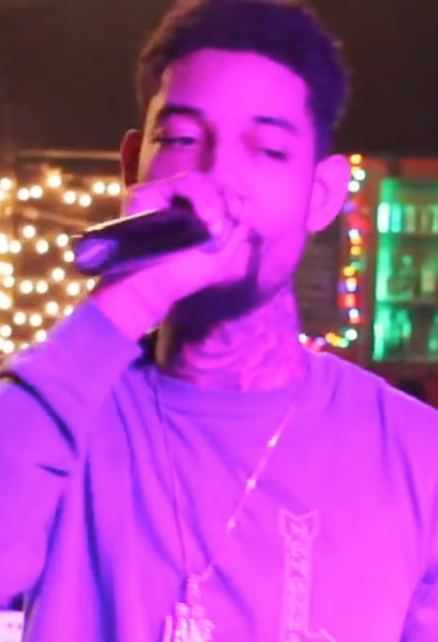
PnB Rock (1991–2022)

### Pni
- Pniewski, Bohdan (1897–1965), polnischer Architekt
- Pniewski, Jerzy (1913–1989), polnischer Experimentalphysiker
- Pniewski, Mike (* 1961), US-amerikanischer Schauspieler
- Pnin, Iwan Petrowitsch (1773–1805), russischer Aufklärer, Publizist
- Pnini, Guy (* 1983), israelischer Basketballspieler
- Pniower, Georg (1896–1960), deutscher Landschaftsarchitekt
- Pniower, Otto (1859–1932), deutscher Literaturwissenschaftler
- Pniowsky, Abigail (* 2008), kanadische Schauspielerin und Kinderdarstellerin
- Pniowsky, Anna (* 2006), kanadische Nachwuchsschauspielerin
- Pnischeck, Edmund (1883–1954), deutscher Politiker

### Pnu
- Pnueli, Amir (1941–2009), israelischer Informatiker und Turing-Preisträger

### Pny
- Pnytagoras, Thronfolger des Königs von Salamis auf Zypern
- Pnytagoras, König von Salamis auf Zypern